# Eiður Guðjohnsen
Eiður Smári Guðjohnsen (Reykjavík, 15 de setembro de 1978) é um ex-futebolista islandês que atuava como atacante. Além de ser considerado o melhor futebolista da história da Islândia, ganhou inúmeros títulos no Chelsea e no Barcelona.

## Carreira

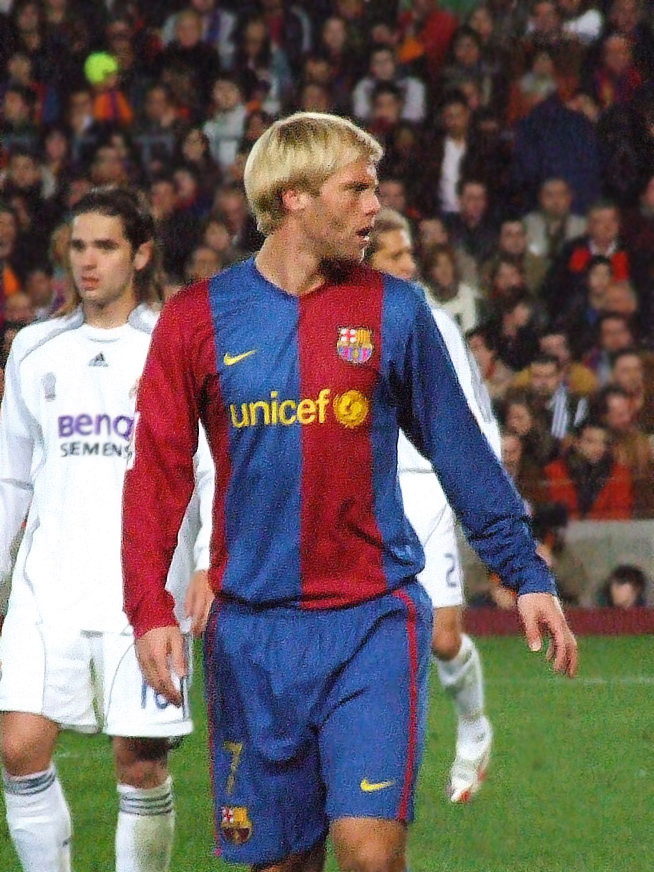
Guðjohnsen pelo Barcelona em 2007

Até meados de 2006, Guðjohnsen defendeu o Chelsea, da Premier League. Em seguida foi contratado pelo Barcelona, da Liga Espanhola, para ocupar lugar do atacante Henrik Larsson, que tinha acertado seu retorno ao futebol sueco.
O jogador ficou famoso por entrar no lugar de seu pai, Arnór Guðjohnsen, na Seleção Islandesa quando tinha apenas 17 anos. Foi a primeira vez na história do futebol em que pai e filho disputaram uma partida por uma mesma equipe.

### Monaco e Tottenham
Sem espaço no Barça, acabou se transferindo para o Monaco no dia 31 de agosto de 2009, firmando um contrato de dois anos, sem valores revelados. Porém, mesmo não conseguindo se adaptar ao futebol francês, acabou sendo emprestado ao Tottenham em janeiro de 2010, ficando no White Hart Lane até o final da temporada.

### Stoke City e Fulham
Após desempenhar uma boa temporada em sua curta passagem pelo Tottenham, acabou sendo negociado com o também inglês Stoke City. Porém, em seus primeiros meses no clube disputou apenas cinco partidas. Com isso, acabou sendo emprestado ao Fulham no dia 31 de janeiro de 2011, assinando até o término da temporada.

### AEK Atenas
Com uma passagem apagada pelo Fulham, onde disputou apenas dez partidas, Guðjohnsen acabou não permanecendo na equipe. Em seguida, mesmo tendo recebido propostas de clubes do Reino Unido, foi em 19 de julho anunciada sua transferência para o AEK Atenas, com o atacante assinando por duas temporadas.

### Cercle Brugge
Por conta da grave crise financeira vivida pela Grécia, incluindo os clubes do futebol local, o AEK Atenas resolveu encerrar o contrato de Guðjohnsen ao término de sua primeira e única temporada no clube devido ao seu alto salário. Alguns meses depois, em 2 de outubro, o jogador foi anunciado como novo reforço do Cercle Brugge. Mesmo com o clube lutando contra o rebaixamento desde sua chegada, Guðjohnsen se tornou um dos principais jogadores atuando na liga local, tendo marcado seis vezes nas treze partidas que disputou no campeonato.

### Club Brugge
Com o bom desempenho no Cercle Brugge, chamou a atenção dos principais clubes locais, tendo o mesmo deixado o Cercle em 15 de janeiro de 2013, assinando justamente com o maior rival deste, o Club Brugge, que pagou 300 mil euros por sua contratação, assinando um contrato até o término da temporada 2013–14.

### Bolton Wanderers
Voltou para o futebol inglês no final de 2014, sendo contratado pelo Bolton Wanderers, que disputava a EFL Championship (segunda divisão inglesa). Essa foi sua segunda passagem pelo clube, onde também já havia atuado entre 1998 e 2000.

### Shijiazhuang Ever Bright
Após deixar o Bolton em 2015, Guðjohnsen assinou com o Shijiazhuang Yongchang para a disputa do Campeonato Chinês.

### Molde
Em 2016, foi contratado por dois anos pelo Molde, da Noruega.
O atacante detém marcas significativas para o futebol islandês, como ser o maior artilheiro da seleção nacional com 26 gols e ser o jogador islandês com maior numero de partidas e gols marcados na Liga dos Campeões com 44 jogos e sete gols marcados.
Em 5 de dezembro de 2016 se ofereceu para jogar pela Chapecoense, no período de reestruturação da equipa brasileira.

## Seleção Islandesa
Em 2016, aos 37 anos, o atacante foi convocado para a primeira Eurocopa disputada na história da Islândia.

## Títulos
PSV Eindhoven
- Copa dos Países Baixos: 1995–96
- Supercopa dos Países Baixos: 1996
- Eredivisie: 1996–97

Chelsea
- Supercopa da Inglaterra: 2000 e 2005
- Premier League: 2004–05 e 2005–06
- Copa da Liga Inglesa: 2004–05

Barcelona
- Supercopa da Espanha: 2006 e 2009
- La Liga: 2008–09
- Copa do Rei: 2008–09
- Liga dos Campeões da UEFA: 2008–09
- Supercopa da UEFA: 2009